# Ophiodothella fici
Ophiodothella fici är en svampart som beskrevs av E.A. Bessey 1919. Ophiodothella fici ingår i släktet Ophiodothella och familjen Phyllachoraceae.   Inga underarter finns listade i Catalogue of Life.